# Lindinis
Lindinis fu una piccola città nella provincia romana di Britannia. Oggi essa è nota come Ilchester, situata nella contea inglese del Somerset.
C'erano due grandi hill fort dell'età del ferro nella regione di Lindinis, come Ham Hill e Cadbury Castle, ma anche un piccolo insediamento a sud della successiva città romana. Il nome è di origine britannica e sta per Lago acquitrinoso. La città crebbe attorno ad un forte situato dove la Fosse Way attraversa il fiume Yeo.
Il forte recintato con legname fu realizzato là intorno al 60 d.C. e successivamente sembra ve ne fosse stato costruito un secondo. Originariamente circondati da native case rotonde, questi furono più tardi soppiantate da un vicus o un'area civile non pianificata di circa 30 acri. Dopo il trasferimento dell'esercito nel tardo I secolo, una rete stradale civile fu realizzata con abitazioni domestiche in legname ed officine, come pure sobborghi industriali esterni al lato della strada. Ci sono tracce della lavorazione del ferro, vetro ed ossa e produzione di terrecotte, come pure appezzamenti di terreno per uso agricolo dentro la città. Verso la fine del II secolo, l'area centrale venne circondata da un argine difensivo e un fossato con ingressi in pietra. I muri in mattoni vennero eretti nella metà del IV secolo. Da questo periodo la città sembra essere costituita in buona parte da case private per la pratica del lusso i cui proprietari benestanti erano abbastanza ricchi da potere installare splendidi pavimenti musivi. Ne sono state scoperte più di trenta e si è ipotizzato che la cittadina contenesse un'officina della Scuola di Decusse di Corinium per mosaicisti. A un certo punto sembra diventare una delle due civitas di divisione capitali della tribù dei Durotrigi. Strani reperti di importazioni di terrecotte del V secolo implicano che Lindinis fosse rimasta sotto occupazione Romano-britannica fino almeno a questo periodo.